# Atriplex quadrivalvata
Atriplex quadrivalvata là loài thực vật có hoa thuộc họ Dền. Loài này được Diels mô tả khoa học đầu tiên năm 1904.